# Eric Fitterer
Eric Scott Fitterer (Edwardsville, 26 aprile 1993) è un ex pallavolista statunitense.
Giocava nel ruolo di opposto.

## Carriera
La carriera di Eric Fitterer inizia nei tornei scolastici dell'Illinois, giocando per la Edwardsville HS. Dopo il diploma entra a far parte della squadra di pallavolo maschile della Lewis, partecipando alla NCAA Division I dal 2012 al 2015, raggiungendo tre volte la post-season e spingendosi fino alla finale durante il suo ultimo anno, inserito anche nella seconda squadra All-America.
Nella stagione 2015-16 inizia la carriera professionistica in Spagna, giocando nella Superliga Masculina de Voleibol col Teruel, mentre nella stagione seguente si trasferisce in Germania, ingaggiato dal Lüneburg, club impegnato in 1. Bundesliga col quale conclude la sua carriera.

## Palmarès

### Premi individuali
- 2015 - All-America Second Team